# Den gang jeg slog tiden ihjel
Den gang jeg slog tiden ihjel er en kortfilm for børn fra 2001, instrueret af Mads Tobias Olsen efter manuskript af Mads Tobias Olsen og Anton Carey Bidstrup.

## Handling
Casper er en nysgerrig dreng, der prøver grænser af. Hans forældre prøver at tackle hans sære påfund med overbærenhed og humor. Men uden den store effekt. Og en aften hvor forældrene skal i byen, skal Casper og hans jævnaldrende fætter Henrik passes af den kontante barnepige Camilla. Hun prøver at hamle op med Caspers luner, men han sætter hende effektivt ud af spillet. Og så har drengene frit spil. Det går meget fint, indtil Henrik kommer for tæt på Caspers ømme punkt, og så lægger Casper op til nye drengestreger.